# Tokia Saïfi

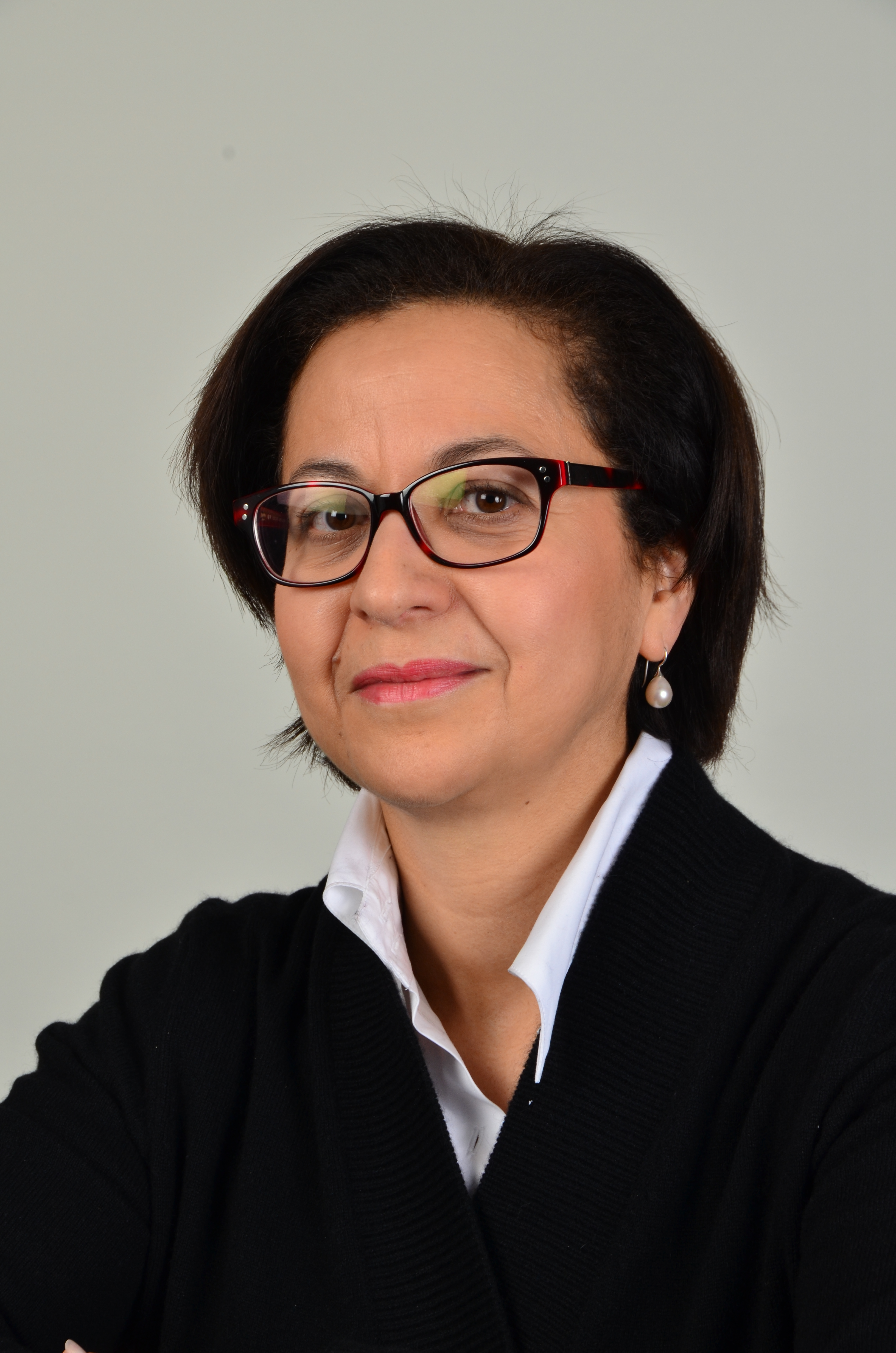
Tokia Saïfi 2014

Tokia Saïfi (n. 11 iulie, 1959) este un om politic francez, membru al Parlamentului European în perioada 2004-2009 din partea Franței. 
1. 1 2  Deputații în Parlamentul European